# LOVE AFFAIR 〜秘密のデート
「LOVE AFFAIR 〜秘密のデート」（ラヴ・アフェア ～ひみつのデート）は、サザンオールスターズの楽曲。自身の41作目のシングルとして、タイシタレーベルから8cmCD・7インチレコードで1998年2月11日に発売された。
2005年6月25日には12cmCDで再発売されている。2014年12月17日からはダウンロード配信、2019年12月20日からはストリーミング配信が開始されている。

## 背景・リリース
デビュー20周年を迎える1998年に初めて発売されたシングル。本作発売と同日に、「勝手にシンドバッド」から「クリスマス・ラブ (涙のあとには白い雪が降る)」までの34作品（VIDL-30101〜30134）が8cmCDシングルとして再発売された。
CDジャケットには女性物のボディスーツが表面と裏面、それぞれジャケットの表と裏で用いられ、これは2005年の12cmCD再発盤では表面に2つになっている。ジャケットのデザインは信藤三雄が担当している。

## チャート成績
本作の累計売上枚数は60万枚近くを記録して、自身の中では12番目に高い売上枚数となっているが、ダウンロード配信としては、4番目に高い記録となっている。

## 収録曲
- 収録時間：12:02

1. LOVE AFFAIR 〜秘密のデート (5:19)
（作詞・作曲：桑田佳祐 / 編曲：サザンオールスターズ / 弦編曲：島健 / 管編曲：山本拓夫）
TBS系木曜ドラマ『Sweet Season』主題歌。また、アサヒ飲料「三ツ矢サイダー」CMソング[注釈 2]。
タイトルの「LOVE AFFAIR」は「不倫」を意味するものであり[12]、不倫相手（『君』）を愛するが家族も捨てることは出来ないという男（『僕』）の切ない複雑な気持ち（『不埒ゆえに切ない関係』）が綴られている[13]。なお、桑田自身は本楽曲の歌詞にあるような経験はしたことがないと明言している[13][注釈 3]。歌詞はタイアップドラマの内容に合わせて不倫をテーマにしており、登場する数々のデートスポットは、ドラマの舞台にもなっている横浜・大黒埠頭が中心になっている。桑田はマネージャーに買ってきてもらった「じゃらん」や「るるぶ」横浜版を見ながらそういった場所が記載されている記事にラインマーカーを引いていったうえで本楽曲の歌詞を書いた。ゆえに本楽曲のことを「にわか」「知ったかぶりソング」と自虐的に語っていた。サビの歌詞『大黒埠頭で虹を見て』は、レインボーブリッジと横浜ベイブリッジを桑田が勘違いして書いたもので、大黒埠頭からは横浜ベイブリッジを一望することが出来る[15][16][17]。また「ボウリング場でカッコつけて」というフレーズが存在しているが、当時の桑田は遊びでハウスボールで投げる以外はボウリングとほとんど離れてしまっていた[18]。
桑田は本楽曲の歌詞を書き下ろす際に行われた打ち合わせで「僕は（音楽の）天才じゃないから、ただ（音楽が好きだから）人の三倍は努力するけどね」とプロデューサーの貴島誠一郎に向かって発言した逸話が残っている[19]。
本楽曲は前年に横浜アリーナで開催された年越しライブ『おっぱいなんてプー』で初めて公に披露され、ミュージック・ビデオの撮影もその場で執り行われている[20][21]。
2007年6月30日に角川書店より刊行された、東野圭吾の長篇小説『夜明けの街で』は、東野自身が「本楽曲にインスピレーションを受けて作品を書いた」と語っている[注釈 4]。
2015年5月にロケットニュース24が発表した『サザンファンがガチで選ぶ「サザンオールスターズの好きな曲」トップ10』で1位を獲得している[23][注釈 5]。
2017年10月31日に発売された、桑田が監修及び編集長を務めた『Sports Graphic Number』の特別増刊号『Number PLUS』では、タイトルや表紙に本楽曲の「ボウリング場でカッコつけて」というフレーズが使用された[24]。また、同紙の企画「プロボウラー135人アンケート ボウリング場で聴きたい桑田佳祐&サザンオールスターズの唄BEST20」では、この曲が堂々の1位を飾っている[25]。
近年のライブでは、アウトロに合わせてザ・ロネッツのビー・マイ・ベイビーが歌われる。
2. 私の世紀末カルテ (6:42)
（作詞・作曲：桑田佳祐 / 編曲：サザンオールスターズ）
基本的には桑田のギターとブルースハープだけで構成されている楽曲である。歌詞はサラリーマンからの視点で見た、暗く虚しい当時の世相を淡々と詠った内容であり、タイトルは2000年を迎える世紀末に、自分の心理や悩みをカルテにして歌詞を綴っていることから来ている[26][27]。
サザン名義の楽曲だが、楽器の演奏としては桑田の他に、7番で原がオルガンを担当したのみである[26]。
1999年に開催された全国ツアー「Se O no Luja na Quites（セオーノ・ルーハ・ナ・キテス） 〜素敵な春の逢瀬〜」では2番以降をその時の時事ネタや、ツアー先の土地のネタ、ファンへの感謝の気持ち等を盛り込んだ歌詞に変えて歌った[28]。同年のファンクラブ限定のシークレットライブ『'99 SAS事件簿 in 歌舞伎町』では「歌舞伎町バージョン」と題して歌唱[29]、2000年末に開催された年越しライブ『ゴン太君のつどい』でも歌詞を変えたバージョンで演奏され[注釈 6]、後にSWITCH Vol.19 No.2（2001年3月号）にて『二〇〇〇年十二月三十一日 私の世紀末カルテ』と題して歌詞の全文が掲載された[30]。また、サザンが「TSUNAMI」と「通りゃんせ」を引っ提げて出演した『ポップジャム』（NHK総合テレビジョン）2000年1月29日放送分では、トークコーナーの際に当時の番組の司会者だった爆笑問題と共に本楽曲の替え歌を田中裕二、太田光、そして桑田の順番で歌った[注釈 7]。
2011年から2012年の桑田のソロライブ『ライブ in 神戸&横浜 2011 〜年忘れ!! みんなで元気になろうぜ!!の会〜』でギター1本で3番まで歌われている。その際は、歌詞の一部が時代に合わせてスマートフォンやブログに変えられた他、2番の内容は桑田が病気から復帰したことへのファンや周囲からの励ましに対する感謝、3番は東日本大震災からの復興に向けた励まし及び「互いに持てる智恵を束ねて命を守りましょう!!」「元気にいこうぜ!!アナタもアタシもこの国も」などといった愛国心が強い桑田ならではのエールになっていた[31]。また、神戸公演では阪神・淡路大震災の被災者に寄り添う歌詞も披露している[32][31]。

## 参加ミュージシャン
- 桑田佳祐:Vocal, Guitar(#1,2)、Harmonica(#2)
- 大森隆志:Guitar(#1,2)
- 原由子:Keyboards(#1,2)、Chorus(#1)
- 関口和之:Bass(#1,2)
- 松田弘:Drums(#1,2)
- 野沢秀行:Percussion(#1,2)

- LOVE AFFAIR 〜秘密のデート
  - 角谷仁宣:Computer Programming
  - 山本拓夫:Tenor & Baritone Saxes
  - 金原千恵子ストリングス:Strings

## 収録アルバム
| 曲名                       | 作品名                          |
| -------------------------- | ------------------------------- |
| LOVE AFFAIR 〜秘密のデート | さくら                          |
| LOVE AFFAIR 〜秘密のデート | バラッド3 〜the album of LOVE〜 |
| LOVE AFFAIR 〜秘密のデート | 海のOh, Yeah!!                  |
| 私の世紀末カルテ           | さくら                          |
| 私の世紀末カルテ           | 海のOh, Yeah!!                  |

## ミュージック・ビデオ収録作品
| 曲名                       | 作品名                                      | 備考                       |
| -------------------------- | ------------------------------------------- | -------------------------- |
| LOVE AFFAIR 〜秘密のデート | SPACE MOSA 〜SPACE MUSEUM OF SOUTHERN ART〜 | 一部のみ収録。現在は廃盤。 |
| 私の世紀末カルテ           | 未収録                                      |                            |

## ライブ映像作品
| 曲名                       | 作品名                                                                                            | 備考 |
| -------------------------- | ------------------------------------------------------------------------------------------------- | --- |
| LOVE AFFAIR 〜秘密のデート | 1998 スーパーライブ in 渚園                                                                       | |
| LOVE AFFAIR 〜秘密のデート | FILM KILLER STREET (Director's Cut) & LIVE at TOKYO DOME                                          | |
| LOVE AFFAIR 〜秘密のデート | 真夏の大感謝祭 LIVE                                                                               | |
| LOVE AFFAIR 〜秘密のデート | 桑田佳祐の音楽寅さん 〜MUSIC TIGER〜 あいなめBOX                                                  | 桑田佳祐ソロ名義の作品。DISC 2「♯07 アンプラグド・ライブ殺人事件」 に収録。 |
| LOVE AFFAIR 〜秘密のデート | 宮城ライブ 〜明日へのマーチ!!〜                                                                   | 桑田佳祐ソロ名義の作品。原由子との弾き語りセッション。 |
| LOVE AFFAIR 〜秘密のデート | SUPER SUMMER LIVE 2013 「灼熱のマンピー!! G★スポット解禁!!」 胸熱完全版                           | イントロ前に、原曲にはない桑田と原のサビコーラスの部分のパートが追加されている。演奏終了時はそのまま次の「涙の海で抱かれたい 〜SEA OF LOVE〜」へと間髪入れず繋がる演出がなされた。 |
| LOVE AFFAIR 〜秘密のデート | LIVE TOUR 2019 “キミは見てくれが悪いんだから、アホ丸出しでマイクを握ってろ!!” だと!? ふざけるな!! | |
| LOVE AFFAIR 〜秘密のデート | 茅ヶ崎ライブ2023                                                                                  | |
| LOVE AFFAIR 〜秘密のデート | THANK YOU SO MUCH                                                                                 | 完全生産限定盤のスペシャルディスクに収録。『ROCK IN JAPAN FESTIVAL 2024 in HITACHINAKA』での歌唱シーン。                                                                           |
| 私の世紀末カルテ           | シークレットライブ'99 SAS 事件簿 in 歌舞伎町                                                      | 「歌舞伎町バージョン」として歌唱。 |